# IC 1333
IC 1333 (також позначається як IC 1334) — галактика типу S0-a (спіральна галактика) у сузір'ї Козоріг.
Цей об'єкт міститься в оригінальній редакції індексного каталогу.